# Blecha písečná
Blecha písečná (lat. Tunga penetrans, angl. sand flea, jigger flea, chigoe) je hematofág z čeledi Tungidae, řádu iphonaptera. Od ostatních blech se liší hlavně svým způsobem života, při kterém se oplodněná samička penetruje do podkoží hostitele. Hostitelem blechy písečné může být člověk, pes, kočka, hospodářská zvířata, opice, šelmy, kachny a drobní savci. Vyskytuje se v tropických a subtropických oblastech. Způsobuje nemoc zvanou tungóza.

## Vzhled
Blecha písečná je velmi drobná, měří pouze 1 mm. Má malou, relativně zploštělou hlavu. Špičatá zadní část maxilly a mohutný epipharynx napomáhají bleše písečné k penetraci do podkoží. Samičky jsou menší než samci s výjimkou maxilárních palp a epipharynxu, jež mají větší samice. Blecha má bezkřídlou hruď se třemi páry končetin. Třetí pár nohou je přeměněn na skákavý a je delší. Blecha písečná není dobrý skokan, skáče maximálně 20 cm.

## Výskyt
Blecha písečná se vyskytuje v tropických a subtropických oblastech. První zmínka o bleše se objevuje již v roce 1492 při zakotvení Kryštofa Kolumba v Haiti. Odtud se blecha zřejmě rozšířila lodní dopravou do dalších koutů světa. První doložené záznamy jsou z roku 1732 z afrického kontinentu, kde se blecha šířila díky vzkvétajícímu obchodu s otroky.
Dnes se vyskytuje v centrální a Jižní Americe, západní a východní Africe a na části indického kontinentu.

## Životní cyklus

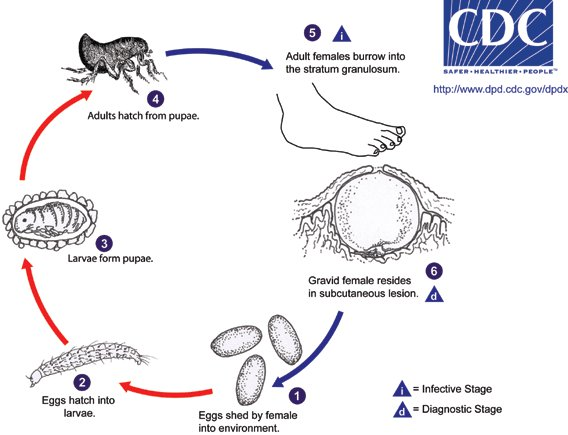
Životní cyklus Tunga penetrans

Dospělí samečci žijí volně. Samičky žijí volně až do kopulace. Oplodněná samička se poté penetruje do podkoží hostitele, u lidí nejčastěji do distální části končetin. Samička se nachází v pokožce mezi vrstvami stratum corneum a stratum granulosum. S vnějším světem ji spojuje otvor sloužící k dýchání, vylučování a později k uvolňování vajíček. V pokožce samička tvoří až 100 vajíček a přitom se živí hostitelovou krví ze svrchní škáry, kam dosahuje svou hlavičkou a ústním ústrojím. Při tomto procesu zvětší svůj průměr z 1 mm až na 7 mm. Vajíčka dozrávají po 8–12 dnech. Po vyloučení vajec samička umírá.
Vajíčka jsou většinou vyloučena na písek, kde se vyvíjejí v larvy. Blecha písečná má 2 spodní (beznohá) larvální stádia, po nichž následuje stádium kukly, ze kterého se následně vylíhne dospělý jedinec. Kukla je uložena v hedvábném kokonu spředeném ze sekretů ústních žláz.
Celý vývoj od vajíčka k dospělému jedinci trvá 4–6 týdnů, ale v optimálních podmínkách může trvat 3 týdny.

## Tungóza

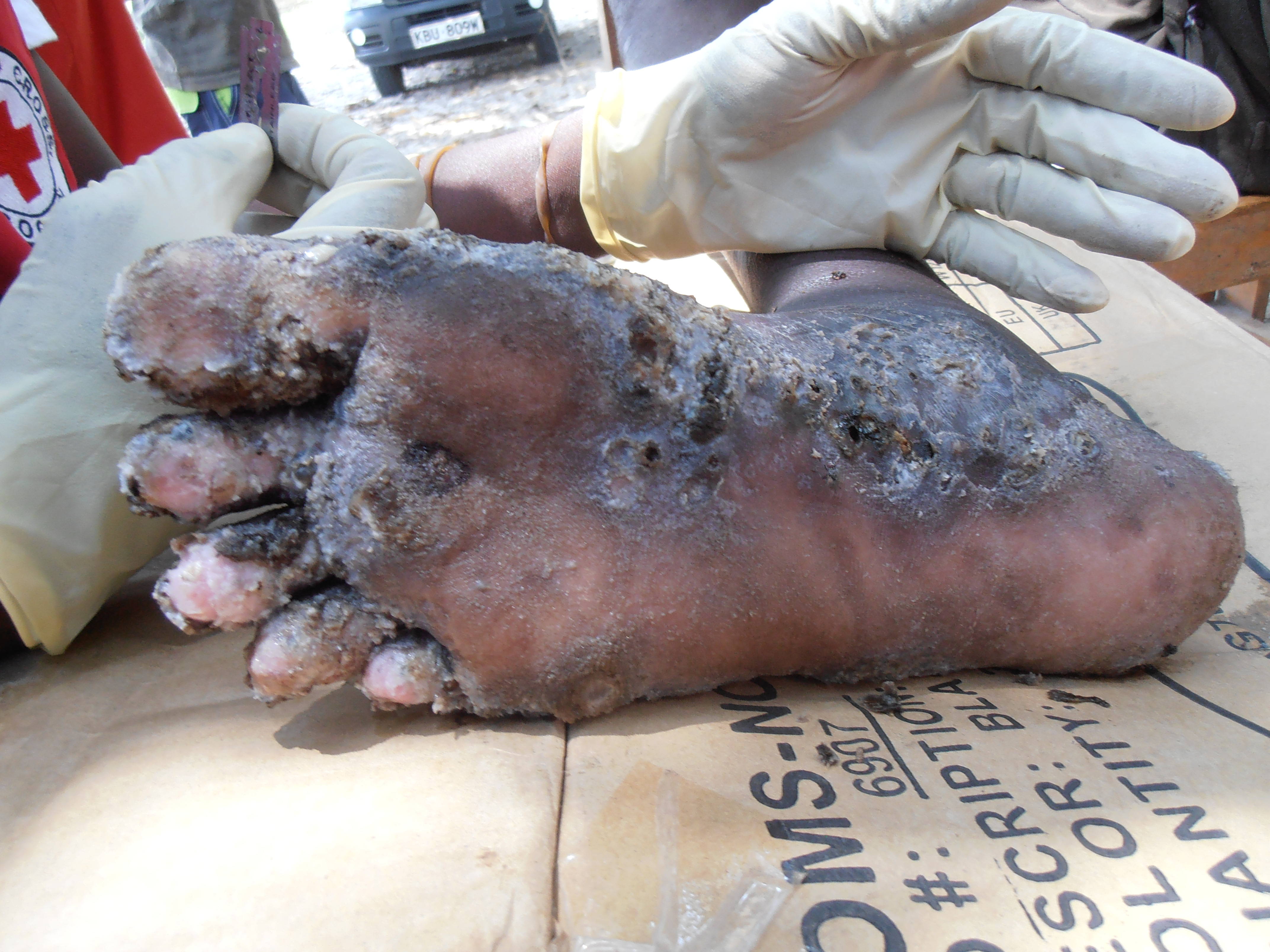
Noha postižená tungózou

Napadení blechou písečnou se nazývá tungóza.
Blecha písečná může napadnou kteroukoli část těla, ale většinou napadá distální části končetin, hlavně místa mezi prsty, pod nehty a chodidla. Penetrace blechy způsobuje intenzivní podráždění, bolestivé podkožní léze, které mohou způsobit další sekundární infekce.
První symptomy svědění a mírná bolest se projevují už první den po penetraci. Zánětlivá reakce je odpověď imunitního systému na napadení. Po 2–3 dnech, díky zvětšení objemu blechy, se v místě penetrace natáhne kůže a je patrná bílá koule s černou tečkou uprostřed. Svědění i bolest se zhoršují. Po 3 týdnech je blecha na pokraji smrti, léze se zmenšují, hnědnou, mívají vrásčitý vzhled. Po smrti blechy je léze hnědá až černá.
Blechu v podkoží lze odborně vyříznout skalpelem či vyjmout pinzetou.
Při několikanásobném nakažení blechou mohou léze splývat. Tetanus, cellulitida (zánět tkáně) a zhoršený průtok krve potom mohou vést až ke vzniku gangrény a nutnosti amputace.